# Kōichi Hagiuda
Kōichi Hagiuda (萩生田 光一, Hagiuda Kōichi, né le 31 août 1963 à Hachiōji)  est un homme politique japonais qui représente le 24e district (Hachiōji) de Tokyo à la Chambre des représentants du Japon en tant que membre du Parti libéral-démocrate. 
Il occupe le poste de ministre de l'Économie, du Commerce et de l'Industrie depuis le 4 octobre 2021.
De 2019 à 2021, il est ministre de l'Éducation, de la Culture, des Sports, de la Science et de la Technologie. Hagiuda a précédemment occupé le poste de secrétaire en chef adjoint du Cabinet du 7 octobre 2015 au 3 août 2016.

## Aperçu

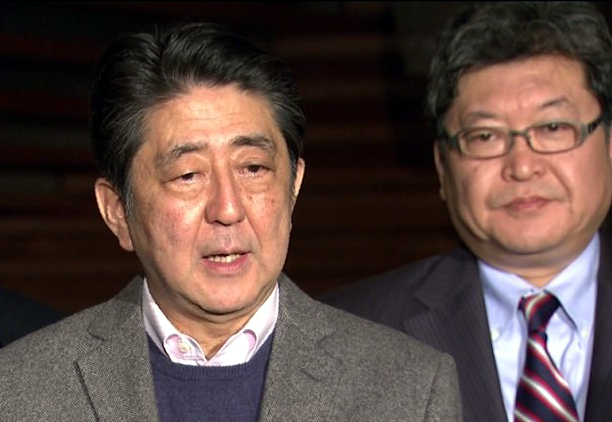
Avec Shinzō Abe (à la résidence officielle du Premier ministre le 28 janvier 2017).

Né et élevé à Hachiōji, Hagiuda est diplômé du lycée Waseda Jitsugyō, et de l'université Meiji (section commerce) en 1987. 
Alors qu'il est encore étudiant à l'université, Hagiuda commence à travailler comme assistant de Ryuichi Kurosu, ancien membre de l'Assemblée métropolitaine de Tokyo et maire de Hachiōji. En 1991, à l'âge de 27 ans, Hagiuda remporte un siège à l'Assemblée de la ville de Hachiōji, un record de précocité[réf. nécessaire]. Il obtient ensuite un siège à l'Assemblée métropolitaine de Tokyo en 2002, mais n'exerce qu'une partie de son mandat. En 2004, il remporte un siège à la Chambre des représentants du Japon. Hagiuda est ensuite réélu à l'élection générale de 2005 par une large marge. Il perd son siège aux élections législatives japonaises de 2009, avant de l'emporter aux élections législatives japonaises de 2012 et 2014 . 
Hagiuda a servi Abe de 2013 à 2015 en tant que conseiller spécial du président du PLD. En octobre 2015, il est devenu Secrétaire général adjoint du Cabinet du troisième gouvernement Abe.
En 2017, le nom de Hagiuda est fréquemment apparu dans le scandale de favoritisme de l’université vétérinaire Kake,.

## Opinions
Affilié au lobby nationaliste Nippon Kaigi,, Hagiuda est considéré comme un conservateur au sein du PLD ; il est étroitement lié au Premier ministre Shinzō Abe et à l'ancien Premier ministre Yoshirō Mori. Il appartient à la faction Sonoda (Seiwa Seisaku Kenkyukai) du PLD.
En mai 2018, Hagiuda a déclaré que les enfants devraient être éduqués à la maison par leur mère jusqu’à l'âge de deux ans.

## Controverses

### Relations avec l’Église de l'Unification
Après l'assassinat de Shinzō Abe en juillet 2022 et la révélation de liens entre le parti libéral-démocrate et la secte Moon, Kōichi Hagiuda apparaît comme l'un des hommes politiques japonais les plus proches du mouvement religieux,.

### Caisses noires du PLD
Il compte parmi les cadres du PLD impliqués dans le scandale des caisses noires, révélé fin 2023. Le premier ministre Fumio Kishida annonce le purger de la direction du parti, où il était chargé des questions politiques.